# Eiskunstlauf-Europameisterschaften 1993
Die 85. Eiskunstlauf-Europameisterschaften fanden vom 12. bis 17. Januar 1993 in Helsinki statt.

## Ergebnisse
- B = Bewertung
- KP = Kurzprogramm
- K = Kür
- OT = Originaltanz
- PT = Pflichttanz

### Herren
| Platz              | Sportler             | Land                   | B    | KP | K  |
| ------------------ | -------------------- | ---------------------- | ---- | -- | -- |
| 1                  | Dmytro Dmytrenko     | Ukraine                | 3,5  | 1  | 3  |
| 2                  | Philippe Candeloro   | Frankreich             | 4,0  | 6  | 1  |
| 3                  | Éric Millot          | Frankreich             | 5,5  | 7  | 2  |
| 4                  | Konstantin Kostin    | Lettland               | 6,5  | 5  | 4  |
| 5                  | Alexei Urmanow       | Russland               | 8,0  | 4  | 6  |
| 6                  | Michael Tyllesen     | Dänemark               | 9,0  | 8  | 5  |
| 7                  | Oleg Tataurow        | Russland               | 9,5  | 3  | 8  |
| 8                  | Oula Jääskeläinen    | Finnland               | 10,0 | 2  | 9  |
| 9                  | Steven Cousins       | Vereinigtes Königreich | 11,5 | 9  | 7  |
| 10                 | Ronny Winkler        | Deutschland            | 15,0 | 10 | 10 |
| 11                 | Henrik Walentin      | Dänemark               | 18,0 | 14 | 11 |
| 12                 | Roman Jekimow        | Russland               | 19,0 | 12 | 13 |
| 13                 | Jaroslav Suchý       | Tschechien             | 19,5 | 15 | 12 |
| 14                 | John Martin          | Vereinigtes Königreich | 19,5 | 11 | 14 |
| 15                 | Gilberto Viadana     | Italien                | 24,5 | 19 | 15 |
| 16                 | Bessarion Tsintsadse | Georgien               | 25,0 | 18 | 16 |
| 17                 | Robert Grzegorczyk   | Polen                  | 25,5 | 13 | 19 |
| 18                 | Daniel Peinado       | Spanien                | 26,0 | 16 | 18 |
| 19                 | Jan Erik Digerness   | Norwegen               | 27,0 | 20 | 17 |
| 20                 | Szabolcs Vidrai      | Ungarn                 | 29,5 | 17 | 21 |
| 21                 | Rastislav Vnučko     | Tschechien             | 31,0 | 22 | 20 |
| 22                 | Alexander Muraschko  | Belarus                | 33,5 | 23 | 22 |
| 23                 | Tomislav Čižmešija   | Kroatien               | 33,5 | 21 | 23 |
| Z                  | Cornel Gheorghe      | Rumänien               |      | 24 |    |
| Kür nicht erreicht |                      |                        |      |    |    |
| 25                 | Marek Szaszor        | Polen                  |      | 25 |    |
| 26                 | Iwan Dinew           | Bulgarien              |      | 26 |    |
| 27                 | Florian Tuma         | Österreich             |      | 27 |    |
| 28                 | Nicolas Binz         | Schweiz                |      | 28 |    |
| 29                 | Raimo Reinsalu       | Estland                |      | 29 |    |

### Damen
| Platz | Sportlerin         | Land                   | B    | KP | K  |
| ----- | ------------------ | ---------------------- | ---- | -- | -- |
| 1     | Surya Bonaly       | Frankreich             | 1,5  | 1  | 1  |
| 2     | Oksana Bajul       | Ukraine                | 3,5  | 3  | 2  |
| 3     | Marina Kielmann    | Deutschland            | 4,0  | 2  | 3  |
| 4     | Tanja Szewczenko   | Deutschland            | 6,0  | 4  | 4  |
| 5     | Marija Butyrskaja  | Russland               | 7,5  | 5  | 5  |
| 6     | Krisztina Czakó    | Ungarn                 | 9,0  | 6  | 6  |
| 7     | Zuzanna Szwed      | Polen                  | 11,0 | 8  | 7  |
| 8     | Alice Sue Claeys   | Belgien                | 12,5 | 7  | 9  |
| 9     | Marie-Pierre Leray | Frankreich             | 14,5 | 13 | 8  |
| 10    | Simone Lang        | Deutschland            | 14,5 | 9  | 10 |
| 11    | Lenka Kulovaná     | Tschechien             | 18,0 | 12 | 12 |
| 12    | Olga Markowa       | Russland               | 19,0 | 10 | 14 |
| 13    | Alma Lepina        | Lettland               | 20,5 | 11 | 15 |
| 14    | Nathalie Krieg     | Schweiz                | 21,0 | 20 | 11 |
| 15    | Anna Rechnio       | Polen                  | 22,0 | 18 | 13 |
| 16    | Irena Zemanová     | Tschechien             | 25,0 | 14 | 18 |
| 17    | Victoria Dimitrowa | Bulgarien              | 25,5 | 19 | 16 |
| 18    | Mojca Kopač        | Slowenien              | 25,5 | 17 | 17 |
| 19    | Charlene von Saher | Vereinigtes Königreich | 26,5 | 15 | 19 |
| 20    | Cristina Mauri     | Italien                | 31,5 | 23 | 20 |
| 21    | Kaisa Kella        | Finnland               | 33,0 | 24 | 21 |
| 22    | Marion Krijgsman   | Niederlande            | 33,0 | 22 | 22 |
| 23    | Olga Vassiljeva    | Estland                | 35,5 | 25 | 23 |
| Z     | Laetitia Hubert    | Frankreich             |      |    |    |
| Z     | Anisette Torp-Lind | Dänemark               |      |    |    |

- Z = Zurückgezogen

### Paare
| Platz | Sportler                                    | Land                   | B    | KP | K  |
| ----- | ------------------------------------------- | ---------------------- | ---- | -- | -- |
| 1     | Marina Jelzowa / Andrei Buschkow            | Russland               | 2,0  | 2  | 1  |
| 2     | Mandy Wötzel / Ingo Steuer                  | Deutschland            | 3,5  | 3  | 2  |
| 3     | Jewgenija Schischkowa / Wadim Naumow        | Russland               | 4,5  | 1  | 4  |
| 4     | Radka Kovaříková / René Novotný             | Tschechien             | 5,5  | 5  | 3  |
| 5     | Peggy Schwarz / Alexander König             | Deutschland            | 7,0  | 4  | 5  |
| 6     | Leslie Monod / Cédric Monod                 | Schweiz                | 9,0  | 6  | 6  |
| 7     | Jelena Tobiasch / Sergei Smirnow            | Russland               | 10,5 | 7  | 7  |
| 8     | Jelena Bereschnaja / Oleg Sliakov           | Lettland               | 12,0 | 8  | 8  |
| 9     | Beata Zielińska / Mariusz Siudek            | Polen                  | 14,0 | 10 | 9  |
| 10    | Svetlana Pristav / Wjatscheslaw Tkatschenko | Ukraine                | 14,5 | 9  | 10 |
| 11    | Jekaterina Silnitzkaja / Marno Kreft        | Deutschland            | 16,5 | 11 | 11 |
| 12    | Jackie Soames / John Jenkins                | Vereinigtes Königreich | 18,0 | 12 | 12 |
| 13    | Victorja Pearce / Clice Shorten             | Vereinigtes Königreich | 20,5 | 15 | 13 |
| 14    | Sarah Abitbol / Stéphane Bernadis           | Frankreich             | 20,5 | 13 | 14 |
| 15    | Elena Grigoreva / Serghei Sheiko            | Belarus                | 22,0 | 14 | 15 |

### Eistanz
| Platz | Sportler                                | Land                   | B    | PT1 | PT2 | OT | K  |
| ----- | --------------------------------------- | ---------------------- | ---- | --- | --- | -- | -- |
| 1     | Maja Ussowa / Alexander Schulin         | Russland               | 2,0  | 1   | 1   | 1  | 1  |
| 2     | Oxana Grischtschuk / Jewgeni Platow     | Russland               | 4,0  | 2   | 2   | 2  | 2  |
| 3     | Susanna Rahkamo / Petri Kokko           | Finnland               | 6,0  | 3   | 3   | 3  | 3  |
| 4     | Anschelika Krylowa / Wladimir Fjodorow  | Russland               | 8,4  | 5   | 5   | 4  | 4  |
| 5     | Stefania Calegari / Pasquale Camerlengo | Italien                | 10,6 | 4   | 4   | 5  | 6  |
| 6     | Sophie Moniotte / Pascal Lavanchy       | Frankreich             | 11,0 | 6   | 6   | 6  | 5  |
| 7     | Irina Romanova / Igor Yaroshenko        | Ukraine                | 14,0 | 7   | 7   | 7  | 7  |
| 8     | Kateřina Mrázová / Martin Šimeček       | Tschechien             | 16,4 | 9   | 9   | 8  | 8  |
| 9     | Tatjana Nawka / Samwel Gesaljan         | Belarus                | 17,6 | 8   | 8   | 9  | 9  |
| 10    | Jennifer Goolsbee / Hendryk Schamberger | Deutschland            | 20,0 | 10  | 10  | 10 | 10 |
| 11    | Margarita Drobiazko / Povilas Vanagas   | Litauen                | 22,0 | 11  | 11  | 11 | 11 |
| 12    | Marika Humphreys / Justin Lanning       | Vereinigtes Königreich | 24,2 | 12  | 13  | 12 | 12 |
| 13    | Iria Le Bed / Alexandre Piton           | Frankreich             | 27,0 | 14  | 12  | 13 | 14 |
| 14    | Agnieszka Domańska / Marcin Głowacki    | Polen                  | 28,8 | 17  | 17  | 15 | 13 |
| 15    | Radmila Chroboková / Milan Brzý         | Tschechien             | 28,8 | 13  | 14  | 14 | 15 |
| 16    | Kati Winkler / René Lohse               | Deutschland            | 31,9 | 16  | 15  | 16 | 16 |
| 17    | Barbara Minorini / Andrea Gilardi       | Italien                | 33,4 | 15  | 16  | 17 | 17 |
| 18    | Angelika Führing / Peter Wilczek        | Österreich             | 36,2 | 19  | 18  | 18 | 18 |
| 19    | Diane Gerencser / Alexander Stanislov   | Schweiz                | 37,8 | 18  | 19  | 19 | 19 |
| 20    | Enikő Berkes / Szilárd Tóth             | Ungarn                 | 41,4 | 22  | 20  | 20 | 21 |
| 21    | Noémi Vedres / Andre Szentirmay         | Ungarn                 | 41,6 | 20  | 22  | 22 | 20 |
| 22    | Albena Denkowa / Christo Nikolow        | Bulgarien              | 43,0 | 21  | 21  | 21 | 22 |
| 23    | Jelena Trocenko / Erik Samovish         | Lettland               | 46,0 | 23  | 23  | 23 | 23 |

## Medaillenspiegel
| Platz | Land        | Gold | Silber | Bronze | Gesamt |
| ----- | ----------- | ---- | ------ | ------ | ------ |
| 1     | Russland    | 2    | 1      | 1      | 4      |
| 2     | Frankreich  | 1    | 1      | 1      | 3      |
| 3     | Ukraine     | 1    | 1      | –      | 2      |
| 4     | Deutschland | –    | 1      | 1      | 2      |
| 5     | Finnland    | –    | –      | 1      | 1      |